# Kio Marv
Kio Marv es un personaje ficticio que apareció en la saga de videojuegos Metal Gear. Apareció en Metal Gear 2: Solid Snake.

## Historia
Kio Marv es un científico natural de Checoeslovaquia. Durante la crisis de energía de 1999, inventó la fórmula OILIX, una especie de materia orgánica capaz de producir los hidrocarburos del petróleo con poco esfuerzo y presupuesto. Presentó el OILIX en la conferencia de energía de Praga, pero cuando se dirigía a los Estados Unidos para presentarla allí, fue capturado por los agentes de Zanzibar Land. La unidad FOXHOUND mandó al agente Solid Snake a Zanzibar Land a rescatarlo, dentro de la operación "Intrude F014".
Mientras el Doctor Marv estaba retenido, pudo mandar una paloma mensajera con su frecuencia de radio escrita en un papel. Esta paloma fue encontrada por Solid Snake, quien pudo así ponerse en contacto con el Doctor Marv. Sin embargo, al ponerse en contacto con él no pudo mantener una conversación, ya que Snake no sabía hablar checo, aunque consiguió ponerse en contacto con la guardaespaldas del Doctor Marv, Gustava Heffner, quien hizo de intermediaria.
Finalmente, Snake logra llegar hasta la sala donde tienen retenido al Doctor Marv, pero al llegar allí se encontró con que había sido asesinado por un viejo amigo suyo, Drago Pettrovich Madnar. Afortunadamente, Marv había escondido la fórmula OILIX en el interior de un cartucho de MSX, por lo que Snake pudo recuperarlo para llevárselo a la base de FOXHOUND.